# Castela victorinii
Castela victorinii är en bittervedsväxtart som beskrevs av Acuna & Roig. Castela victorinii ingår i släktet Castela och familjen bittervedsväxter. Inga underarter finns listade i Catalogue of Life.